# Uprising (bài hát)
"Uprising" là một ca khúc của ban nhạc rock người Anh Muse, phát hành làm đĩa đơn chính từ album phòng thu thứ năm của nhóm The Resistance vào ngày 7 tháng 9 năm 2009. Bài hát do trưởng nhóm Matthew Bellamy viết lời, ban nhạc sản xuất và phối bởi Mark 'Spike' Stent. "Uprising" có doanh số thương mại rất ấn tượng, nằm trong tốp 10 ở bảy quốc gia. Ca khúc được chứng bạc tại Anh quốc, vàng ở bốn quốc gia, bạch kim ở bốn nước và hai chứng nhận bạch kim tại Hoa Kỳ, khiến đây trở thành đĩa đơn bán chạy nhất của Muse. Ca khúc cũng đạt kỷ lục đứng 17 tuần trên bảng xếp hạng Alternative Songs (chỉ xếp sau "The Pretender" của Foo Fighters và "Madness" của chính ban nhạc).

## Định dạng bài hát

### 7"
- Warner Bros. — WEA458

| STT | Nhan đề                             | Thời lượng |
| --- | ----------------------------------- | ---------- |
| 1.  | "Uprising"                          | 5:04       |
| 2.  | "Who Knows Who" (with Mike Skinner) | 3:24       |

### CD
- Warner Bros. — WEA458CD

| STT | Nhan đề                                  | Thời lượng |
| --- | ---------------------------------------- | ---------- |
| 1.  | "Uprising"                               | 5:04       |
| 2.  | "Uprising" (Does It Offend You Yeah Mix) | 4:00       |

### Tải kĩ thuật số
| iTunes release | iTunes release                           | iTunes release |
| STT            | Nhan đề                                  | Thời lượng     |
| -------------- | ---------------------------------------- | -------------- |
| 1.             | "Uprising"                               | 5:04           |
| 2.             | "Uprising" (Does It Offend You Yeah Mix) | 4:00           |
| 3.             | "Uprising" (Live from Teignmouth)        | 5:37           |

## Xếp hạng và chứng nhận
| Xếp hạng (2009–2010)                 | Vị trí cao nhất |
| ------------------------------------ | --------------- |
| Australian Singles Chart             | 23              |
| Austrian Singles Chart               | 29              |
| Belgian Singles Chart (Flanders)     | 12              |
| Belgian Singles Chart (Wallonia)     | 6               |
| Canadian Hot 100                     | 28              |
| Danish Singles Chart                 | 5               |
| Dutch Singles Chart                  | 22              |
| European Hot 100                     | 17              |
| Finnish Singles Chart                | 8               |
| French Singles Chart                 | 74              |
| German Singles Chart                 | 40              |
| Irish Singles Chart                  | 11              |
| Italian Singles Chart                | 14              |
| Japan Hot 100 Singles                | 12              |
| New Zealand Singles Chart            | 12              |
| Norwegian Singles Chart              | 4               |
| Scottish Singles Chart               | 6               |
| Swedish Singles Chart                | 13              |
| Swiss Singles Chart                  | 8               |
| UK Singles Chart                     | 9               |
| US Billboard Hot 100                 | 37              |
| US Billboard Rock Songs              | 2               |
| US Billboard Adult Alternative Songs | 21              |
| US Billboard Alternative Songs       | 1               |
| US Billboard Adult Top 40            | 14              |

| Xếp hạng (2009)                  | Vị trí |
| -------------------------------- | ------ |
| Hungarian Singles Chart          | 61     |
| Italian Singles Chart            | 59     |
| Swiss Singles Chart              | 59     |
| UK Singles Chart                 | 161    |
| U.S. Billboard Alternative Songs | 16     |
| Xếp hạng (2010)                  | Vị trí |
| U.S. Billboard Alternative Songs | 1      |

| Xếp hạng (2013)                    | Vị trí |
| ---------------------------------- | ------ |
| U.S. Billboard Alternative Top 100 | 1      |

| Quốc gia                                                                           | Chứng nhận  | Số đơn vị/doanh số chứng nhận |
| ---------------------------------------------------------------------------------- | ----------- | ----------------------------- |
| Úc (ARIA)                                                                          | Vàng        | 35.000^                       |
| Bỉ (BEA)                                                                           | Vàng        | 0*                            |
| Canada (Music Canada)                                                              | Vàng        | 20,000*                       |
| Pháp (SNEP)                                                                        | Bạch kim    | 250.000*                      |
| Ý (FIMI)                                                                           | Vàng        | 10.000*                       |
| Thụy Sĩ (IFPI)                                                                     | Bạch kim    | 30.000^                       |
| Anh Quốc (BPI)                                                                     | Vàng        | 400.000‡                      |
| Hoa Kỳ (RIAA)                                                                      | 2× Bạch kim | 2,170,000                     |
| * Chứng nhận dựa theo doanh số tiêu thụ. ^ Chứng nhận dựa theo doanh số nhập hàng. |             |                               |